# Balthasar Simon

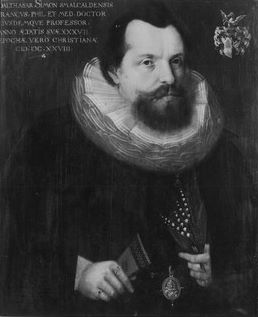
Balthasar Simon auf einem Bild in der Tübinger Professorengalerie

Balthasar Simon (* 29. März 1591 in Schmalkalden; beerdigt am 7. Oktober 1635 in Tübingen) war ein deutscher Arzt und Professor an der Universität Tübingen.

## Leben
Balthasar Simon immatrikulierte sich 1609 an der Universität Leipzig. Er wurde Physikus in Speyer, Aalen, Heidenheim an der Brenz und Stuttgart. 1617/1618  war er an der Universität Basel immatrikuliert (1617 als stud. med., 1618 als dr. med.; der später auch verwendete Name Simonius wird hier ebenfalls angeführt). 1628 wurde er ordentlicher Professor der Theoretischen Medizin und Philosophie in Tübingen.
Er war der Bruder von Johannes und Jörg Simon sowie Vater von Jakob Balthasar und Eva Maria Simon. 1635 fiel er der Pest zum Opfer.
Er ist der Stammvater der Basler Familie Simonius.
Sein 1628 von Conrad Melberger in Öl gemaltes Porträt hängt in der Tübinger Professorengalerie.